# Campeonato Carioca de Futebol de 1945
O Campeonato Carioca de Futebol de 1945 foi a 47.ª edição da competição e teve como campeão invicto o Vasco da Gama.

## Classificação final
| Pos. | Equipes       | Pts | J  | V  | E | D  | GP | GC | SG  |
| ---- | ------------- | --- | -- | -- | - | -- | -- | -- | --- |
| 1    | Vasco da Gama | 31  | 18 | 13 | 5 | 0  | 58 | 15 | 43  |
| 2    | Botafogo      | 27  | 18 | 12 | 3 | 3  | 43 | 14 | 29  |
| 3    | America       | 25  | 18 | 12 | 1 | 5  | 49 | 29 | 20  |
| 3    | Flamengo      | 25  | 18 | 11 | 3 | 4  | 55 | 26 | 29  |
| 5    | Fluminense    | 21  | 18 | 8  | 5 | 5  | 37 | 26 | 11  |
| 6    | São Cristóvão | 15  | 18 | 5  | 4 | 9  | 27 | 37 | –10 |
| 7    | Canto do Rio  | 13  | 18 | 5  | 3 | 10 | 29 | 42 | –13 |
| 8    | Bangu         | 11  | 18 | 5  | 1 | 12 | 29 | 57 | –28 |
| 9    | Bonsucesso    | 6   | 18 | 3  | 0 | 15 | 22 | 75 | –53 |
| 9    | Madureira     | 6   | 18 | 2  | 3 | 13 | 21 | 49 | –28 |

## Premiação
| Campeonato Carioca de 1945         |
| Rio de Janeiro                     |
| ---------------------------------- |
| VASCO DA GAMA Campeão (6.º título) |